# 쇼트닝

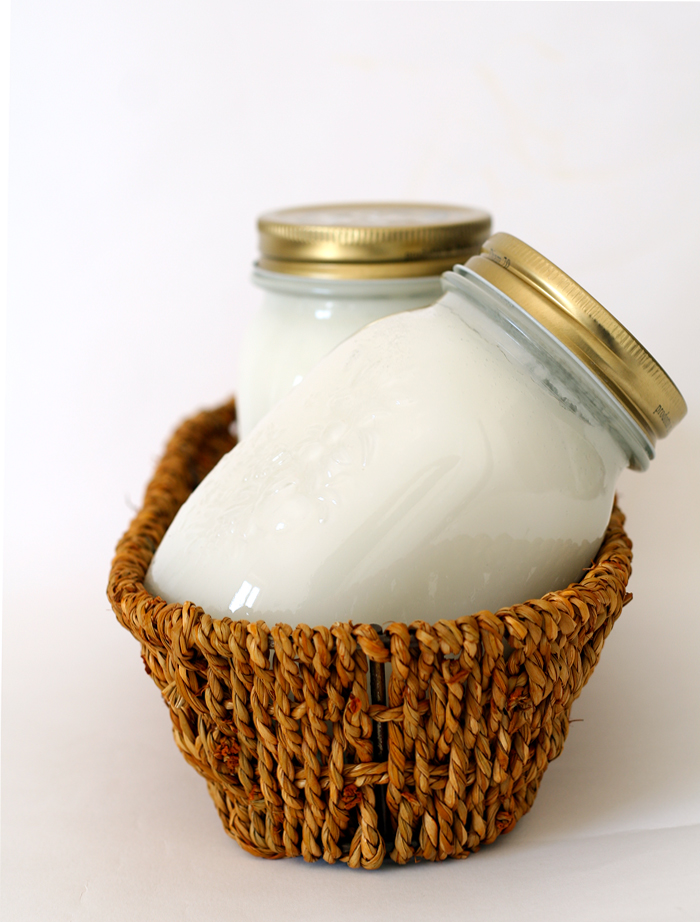
이탈리아 코르시카 지방에서 주로 쓰는 돼지고기 지방으로 만든 쇼트닝인 라드

쇼트닝(shortening)은 제과·요리 등의 식품 가공에 쓰이는 반고체 상태의 유지제품이다.

## 성분
지방질 100%로 목화씨기름·쇠기름·콩기름 등을 섞어 굳힌 것이다. 쿠키나 파이를 만들 때 쇼트닝을 넣으면 껍질이 연해지고 바삭바삭하게 구워지며, 설탕을 함께 사용하면 촉감이 좋아지므로 과자나 케이크를 만들 때 많이 쓴다. 트랜스지방이 많은 것이 단점이다.

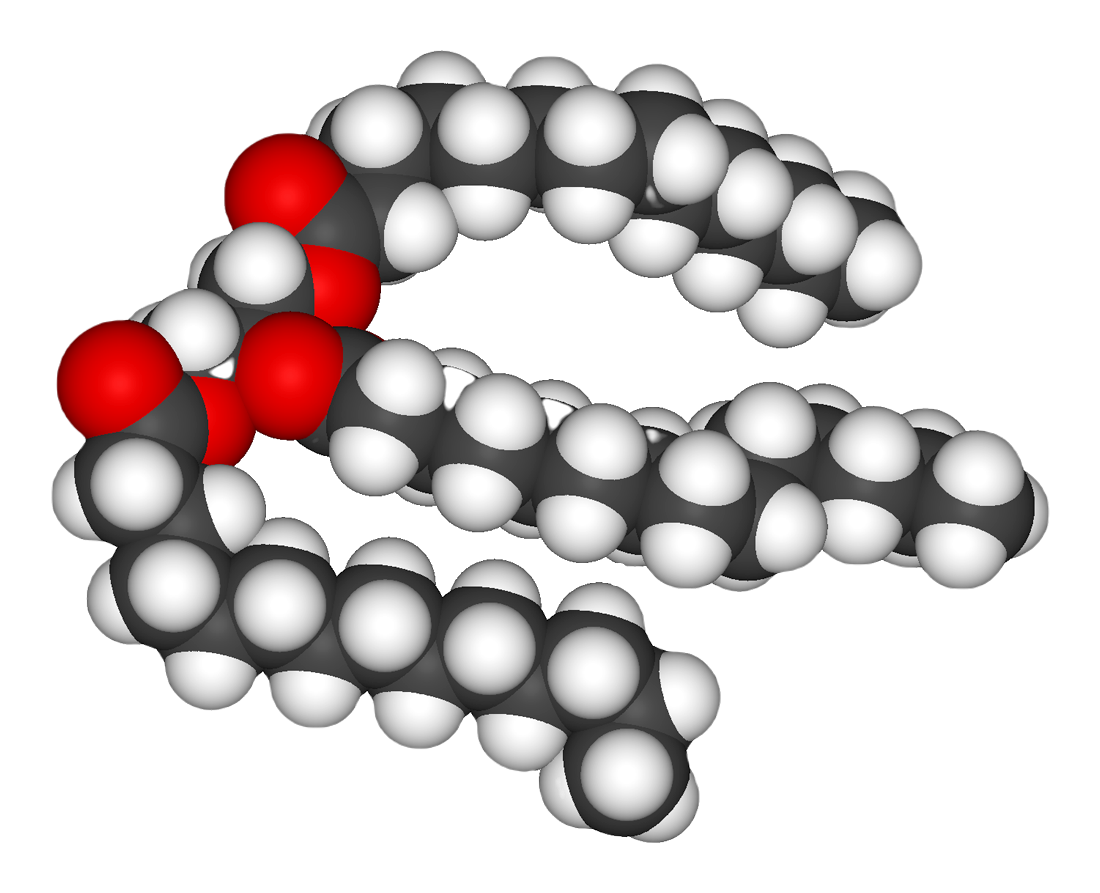
쇼트닝 주 성분인 트리글리세리드 분자

## 같이 보기
- 스프레드 (음식)

## 참고 자료
- 이 문서에는 다음커뮤니케이션(현 카카오)에서 GFDL 또는 CC-SA 라이선스로 배포한 글로벌 세계대백과사전의 내용을 기초로 작성된 글이 포함되어 있습니다.